# NGC 6217
NGC 6217 is een balkspiraalstelsel in het sterrenbeeld Kleine Beer. Het hemelobject werd op 12 december 1797 ontdekt door de Duits-Britse astronoom William Herschel.

## Synoniemen
- UGC 10470
- MCG 13-12-8
- ZWG 355.14
- Arp 185
- KAZ 73
- IRAS 16350+7818
- PGC 58477